# الوادي (ذي السفال)

تعديل مصدري - تعديل

الوادي هي إحدى قرى عزلة الصفة بمديرية ذي السفال التابعة لمحافظة إب، بلغ تعداد سكانها 1683 نسمة حسب تعداد اليمن لعام 2004.